# Jeff Rawle
Jeff Rawle, né le 20 juillet 1951 à Birmingham, en Angleterre, est un acteur britannique. 

## Biographie
Sa famille déménagea à Sheffield et fut à l'école de High Storrs School, dans la même ville où il fut, dans un premier temps, intéressé par l'art dramatique quand il jouait des pièces de théâtre à l'école.
Plus tard, il rejoignit le London Academy of Music and Dramatic Art, une célèbre école d'art dramatique à l'ouest de Londres.
Ensuite, il eut son premier rôle à la télévision dans la série Billy Liar, adapté du roman de 1959 du même nom, de Keith Waterhouse et Willis Hall. En 1984, il fait d'ailleurs une apparition dans un épisode de la série Doctor Who : « Frontios. »
Malgré son rôle d'Amos Diggory dans Harry Potter et la Coupe de feu sorti en 2005, Jeff Rawle est sûrement mieux connu pour avoir joué, dans le rôle de George, dans la sitcom Drop the Dead Donkey. Il réapparaîtra en 2009 dans un épisode de la série spin-off de Doctor Who, The Sarah Jane Adventures nommé « Mona Lisa's Revenge ». En 2013 il joue le rôle du producteur associé Mervyn Pinfield dans le biopic An Adventure in Time and Space autour de la création de la série Doctor Who.